# ムース (プロレスラー)
ムース（英語: Moose、1984年4月23日 - ）は、アメリカ合衆国の男性プロレスラー。本名、クイン・オジンナカ（英語: Quinn Ojinnaka）、メリーランド州シーブルック出身。TNA所属。
元アメリカンフットボール選手でNFLの4チームでプレーした。ポジションはオフェンシブタックル、ガード。

## 来歴

### アメリカンフットボール
デマッサカトリック高校、シラキュース大学でプレーした。2006年には全11試合に先発出場、ラスベガス・オールアメリカン・クラシックにも出場した。
2006年のNFLドラフト5巡全体139位でアトランタ・ファルコンズに指名され、入団した。1年目の2006年は、スペシャルチームで11試合に出場した。タンパベイ・バッカニアーズ戦でウェイン・ガンディが負傷したため、オフェンスラインとして交代出場した。
2年目の2007年は、7試合でレフトタックルとして先発、11試合に出場した。
2008年は、8試合、2009年は9試合に出場、この年、ハーベイ・ドールが負傷したため、右ガードで先発出場した。
2010年8月23日、ニューイングランド・ペイトリオッツに翌年のドラフト7巡と交換でトレードされた。第1週は出場停止処分を受け、続く2試合もインアクティブとされ、試合に出場することはなく、9月30日に解雇された。10月7日にペイトリオッツと再契約を結び、この年8試合で控え選手として出場した。
2011年8月6日、セントルイス・ラムズと契約したが、9月3日に解雇、10月5日にインディアナポリス・コルツと契約を結んだ。
2012年3月22日にラムズと契約したが、9月2日に解雇された。しかし、スコット・ウェルズが負傷し、ロバート・ターナーが左ガードからセンターにコンバートされたラムズと契約を結び、5試合に先発したが、ラムズがシカゴ・ベアーズでプレーしたクリス・ウィリアムズと契約を結ぶため、10月22日に解雇された。プロレスラーとなる前から彼は、ムースとあだ名されていた。その後、バッファロー・ビルズと契約する話もあったが断り、プロレスラーを目指した。

### プロレス
2012年よりプロレスラーになることを決めてトレーニングを開始し、カーティス・ヒューズを師事するようになる。
2014年5月2日、フル・インパクト・プロ（Full Impact Pro、略称 : FIP）とワールド・レスリング・ネットワーク（World Wrestling Network、略称 : WWN）が共催するEstablish Dominance 2014のダーク・マッチに出場し、SCWフロリダヘビー級王座を保持するハーキュリーズ・ゴメスと対戦し勝利。同王座に戴冠を果たしたが、5月3日にアイ・ビリーブ・イン・レスリング（I Believe In Wrestling、略称 : BELIEVE）が主催するBELIEVE 69にて、リット・ギディンスを相手に迎えた防衛戦に敗戦し、わずか1日で王座から陥落した。6月24日、ROHと契約を交わし、同団体の所属選手と活動を開始。
2015年6月14日、シャーロットを拠点に置くプレミア・レスリング・エクスペリエンス（Premiere Wrestling Xperience、略称 : PWX）が主催するHeroes/Villainsに参戦。 PWXイノベイティブTV王座を保持するビリー・ブラッシュと対戦。この試合に勝利を収め、同王座を獲得した。
2016年7月にROHを退団し、TNAに移籍した。

## 得意技

### フィニッシュ・ホールド
ヒット・スティック
ムースが使用するスピアーの名称。
ゲーム・ブリーカー / ゲーム・チェンジャー
ジャーマン・スープレックスの体勢で相手の腰に手を回し、左手で掴み取った相手の右腕を引っ張った勢いで体を向き合わせ、自身の方向へと引っ張りローリング・ラリアットを決める。
Go To Hell
シットダウン・チョークスラム。
チョークスラムの体勢で相手を抱え上げたあと体を軽くジャンプさせつつ両足を前に投げ出して尻餅をつく形で着地すると同時に相手の背中を自分の右サイドへと叩きつる。
ダブルハンド・チョークボム
ネック・ハンギング・ツリーの体勢で相手を持ち上げてから開脚ジャンプして前方へと落下させた相手の背中を自身の両足の間へ叩きつける。

### 打撃技
エルボー
ヨーロピアン・アッパーカット
バックハンド・チョップ
クローズライン
ドロップキック
140kgという巨体ながら高い跳躍力を誇り、コーナーポスト最上段に座らせた相手の顔面に目掛けて放つ型も得意としている。
延髄斬り
バイシクルキック
ランニング式二段蹴りカウンター式のバリエーションもある。
ポップアップ・ラリアット
走り込んできた相手の脇の下に手を差し込みながら頭上へと放り投げ、着地した直後の相手に向かって放つラリアット。

### 投げ技
スープレックス
スーパープレックス
パワーボム
通常のパワーボム又は、投げ放し式のパワーボム、エプロンサイドで放つパワーボムの3種類を使用。
ジャーマンスープレックス

### 飛び技
ムースクロッシング
ノータッチでセカンドロープ→コーナーポスト最上段に登りながら放っていく型を使用。場外にいる相手向かって放っていく型も得意としている。
ムースサルトプレス
ムースが使用するムーンサルトプレスの名称。

### フォール技
バックスライド
スクールボーイ
スモール・パッケージ・ホールド

## タイトル歴
TNA
- TNA世界王座 : 2回
- TNA世界ヘビー級王座 : 1回（TNA世界ヘビー級王座を復活させ、自身で王者と名乗っている。）
- インパクト・グランド王座 : 2回
- TNA Xディヴィジョン王座 : 1回

BELIEVE
- SCWフロリダヘビー級王座 : 1回

PWX
- PWXイノベイティブTV王座 : 1回

SWA
- SWAタッグチーム王座 : 1回（w / ARフォックス）
- ライマー・カップ 優勝 : 1回（2015年, w / ARフォックス）

## 入場テーマ曲
- Bust Some Heads - 現在使用中
- Moose Nation